# Thelosia camina
Thelosia camina är en fjärilsart som beskrevs av William Schaus 1896. Thelosia camina ingår i släktet Thelosia och familjen silkesspinnare. Inga underarter finns listade i Catalogue of Life.